# Улица Чингријина (Београд)
| Улица Чингријина | Улица Чингријина    |
| ---------------- | ------------------- |
|                  |                     |
| Општина          | Звездара            |
| Почетак          | КБЦ "Звездара"      |
| Крај             | Улица Милана Ракића |
| Дужина           | 1000 m              |
| Ширина           | 15 m                |
| Названа          | 1940.               |
|                  |                     |
|                  |                     |

Улица Чингријина налази се на територији општине Звездара у Београду и протеже се од раскрснице улица Батутове и Димитрија Туцовића код КБЦ "Звездара" узбрдо, према ОШ "Марија Бурсаћ" и излази на Улицу Милана Ракића.

## Име улице
Улица је добила назив по Пери Чингрији (1837-1921), политичару рођеном у Дубровнику, који је у Падови стекао докторат из правних наука. 
По завршеном школовању почео је да се бави политиком, где је нарочито био посвећен борби против италијанског утицаја у Дубровнику и Далмацији. Био је посланик у Далматинском сабору и вођа Народне странке. Заједно са Странком права основао је Хрватску странку чији је циљ био уједињење Хрвата, али и утирање пута за сарадњу са Србима. 
Био је председник Народног већа у Дубровнику и председник Југословенске матице.

## Улицом Чингријином
Улица је прометна и представља најбржу везу горњих делова Звездаре и Звездарске шуме са Улицом Димитрија Туцовића. У њој се налази почетна станица тролејбуског саобраћаја (тролејбуси бр. 40 и 28), у чијој непосредној близини су студентски домови "Слободан Пенезић" и "Рифат Бурџевић".